# 터션다 더킷
터션다 더킷(영어: Thasunda Duckett, 1973년 7월 22일 ~ )은 미국의 기업인으로, 2021년부터 미국교직원퇴직연금(TIAA)의 CEO 자리에 있다.